# Paulin-Christian Bruné
Paulin-Christian Bruné (ur. 24 kwietnia 1946 w Kajennie) – francuski polityk i ekonomista związany z Gujaną Francuską, w 1986 poseł do Parlamentu Europejskiego II kadencji, od 1986 do 1988 deputowany Zgromadzenia Narodowego.

## Życiorys
Z wykształcenia ekonomista, uzyskał doktorat w tej dziedzinie. Pracował m.in. jako konsultant przedsiębiorstw wydobywających złoto. Opublikował łącznie kilka książek dotyczących m.in. historii oraz Gujany Francuskiej. Związał się z Unią na rzecz Demokracji Francuskiej i później ze Zgromadzeniem na rzecz Republiki. Zajmował stanowisko wiceprzewodniczącego rady generalnej Gujany Francuskiej. W kwietniu 1986 uzyskał mandat posła do Parlamentu Europejskiego w miejsce Jeana-François Deniau, przystąpił do Europejskiego Sojusz Demokratycznego. Z Europarlamentu odszedł po dwóch miesiącach, gdy wybrano go do Zgromadzenia Narodowego VIII kadencji. W kolejnych latach działał w partii Republikanie, w 2017 został jej liderem w Gujanie Francuskiej.